# Сесмери (Красноармійський район)
Сесме́ри (рос. Сесмеры, чув. Çеçмер) — присілок у складі Красноармійського району Чувашії, Росія. Входить до складу Пікшицького сільського поселення.
Населення — 96 осіб (2010; 105 у 2002).
Національний склад:
- чуваші — 99 %